# Езиды
Ези́ды (курд. Êzidî, эзди) — курдоязычная эндогамная этнорелигиозная группа, коренное население Курдистана, географического региона в Западной Азии, который включает части Ирака, Сирии, Турции и Ирана. Большинство оставшихся на Ближнем Востоке езидов проживают в Ираке, преимущественно в провинциях Найнава и Дахук.
Родной и национальный язык — курдский (диалект курманджи). Религия езидов — езидизм . Езидами не становятся, а рождаются.
Среди ученых и самих езидов существует разногласие относительно того, являются ли езиды отдельной этнорелигиозной группой или религиозной подгруппой курдов.
С начала XV века езиды притеснялись мусульманскими правителями, считающим их «неверными» и соперниками за политическую власть. Несмотря на различные государственные репрессии в Османской империи, исторически езиды жили в мире со своими суннитскими соседями. В наше время езиды подвергаются преследованиям, особенно со стороны ИГИЛ. Из-за продолжающихся террористических атак в курдских регионах многие езиды искали убежища в западных странах. Существуют многочисленные общины езидов в Германии, Армении, России, Бельгии, Грузии, США, Австралии и во многих других странах.

## Этноним

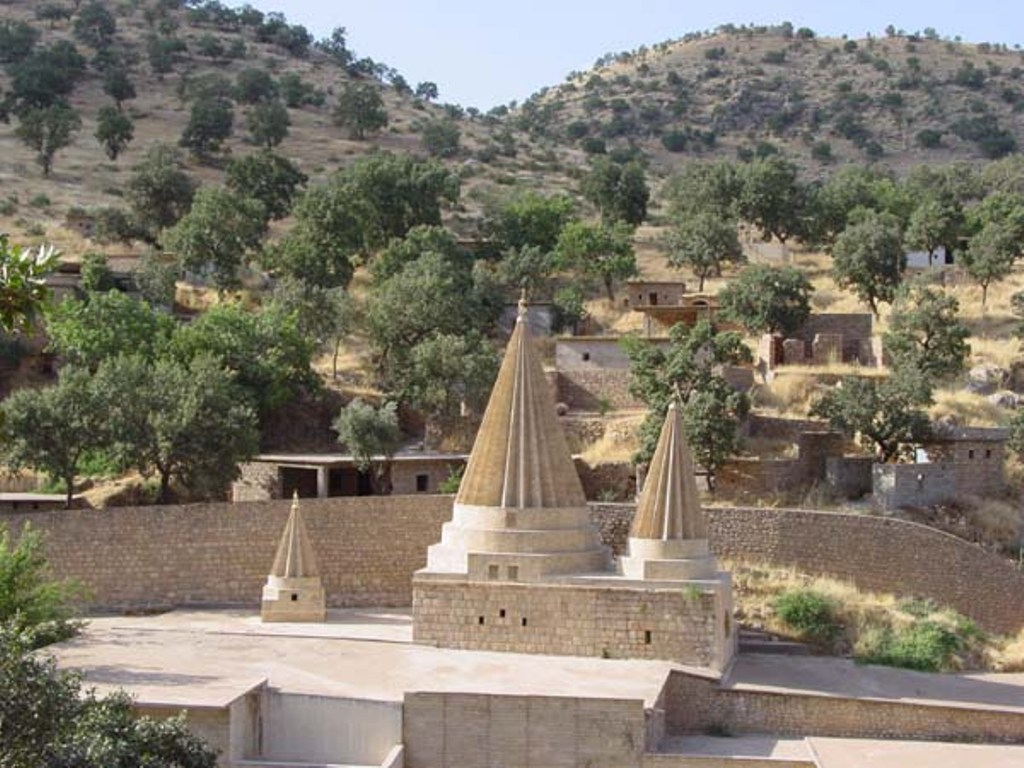
Лалеш — святыня езидов (находится в Иракском Курдистане, Дахук)

Сами езиды называют себя Êzidî или, в некоторых районах, Dasnî, хотя последнее, строго говоря, является племенным именем.

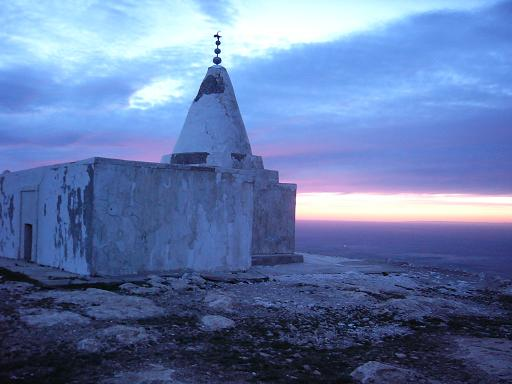
Езидский храм, Иракский Курдистан

Некоторые западные учёные возводят это название к халифу Омейядов Язиду ибн Муавию (Язид I), однако езиды отвергают какую-либо связь между их самоназванием и арабским халифом.
Этноним Êzidî означает «Слуга творца». Другие учёные выводят его из древнеиранского Yazad «Божественное существо»; ещё одно толкование происхождения названия езидов относится к Ez dā «Создал меня». Езиды также говорят Xwedê ez dam «Бог создал меня» и Em miletê Ezdaîn «Мы — религиозная конфессия Эздайн».

Термин «миллет» (от араб. ملة‎ —  «милла»‎), часто встречающийся в езидских кавлах, со временем изменил своё исконное значение. В VII веке словом миллет обозначались сообщества людей, объединённых по религиозному признаку; в Средневековье это слово стало полноценным богословским и юридическим термином, то есть «религиозная конфессия». В Новое время этот термин приобрёл в курдском, а также в других языках, не вполне соответствующее первоначальному смыслу значение «народ», «нация». 

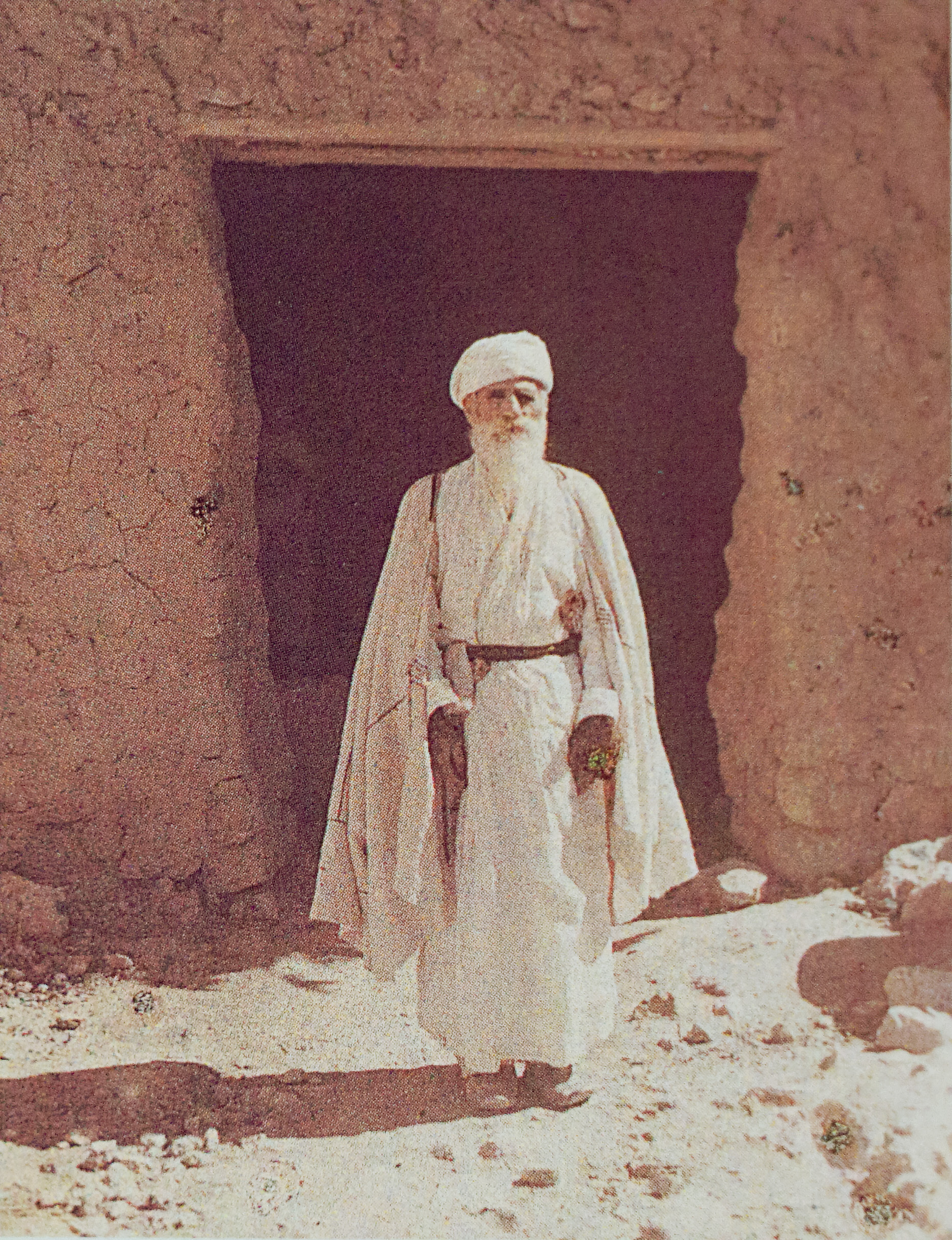
Вождь езидов в Башике — фотография Альберта Кана (1910-е годы)

## Идентичность
Езидов рассматривают и как особую этноконфессиональную группу среди курдов, и как отдельную этническую общность. Часть езидов считает себя курдами, часть основывает самоопределение строго на религиозной принадлежности.
Самоопределение езидов согласно одному из исследований, во время которого были опрошены 1 063 езида:
- Езидская этнорелигиозная идентичность — 58 %
  - Не обладают этнической принадлежностью, крайне религиозны.
- Курдская национальная идентичность — 21,8 %
  - Считают себя курдами по этнической принадлежности.
- Езидская национальная идентичность — 15,8 %
  - Считают свою этническую принадлежность езидской.
- Арабская национальная идентичность — 1,4 %
  - Считают себя арабами по этнической принадлежности.
- Неоднозначная идентичность (не определились) — 2,9 %

Езидские культурные обычаи соблюдаются на курманджи (диалекте курдского языка), который также используется почти всеми устно при передаче религиозных традиций. Езиды в двух населенных пунках Ирака (Башика и Бахзани) говорят по-арабски, однако арабоязычные племена езидов исторически считались курдскими. Хотя почти все езиды говорят на курдском языке, их точное происхождение является предметом споров среди учёных (даже среди самой общины), а также среди мусульманских курдов.
Эвлия Челеби описал солдат Абдал-хана Битлиса как «курдов-езидов», и в XIV веке семь самых выдающихся курдских племён были езидами, а езидизм был государственной религией курдского эмирата Бохтан.
В автономном регионе Курдистан в Ираке езиды считаются этническими курдами и/или «исконными курдами». Единственный езидский парламентарий в Ираке — Виан Дахиль — также заявила о своём несогласии с любым шагом, отделяющим езидов от курдов.

И наоборот, во время своих исследовательских поездок в 1895 году антрополог Эрнест Шантр посетил езидов в современной Турции и сообщил, что езиды называли свой язык «zyman e ezda» («язык езидов»). Он утверждал, что курды «говорили на их языке», а не наоборот. Есть, однако, доказательства того, что езиды в прошлом тоже считали себя курдами: например, в письме, направленном российскому императору, лидер езидов Закавказья Усув-бек Темурян писал, что его народ — курды-езиды. Он указывает свою этническую принадлежность как «курд», но уточняет, что они езиды по вероисповеданию:
«Я счастлив, от имени 3000 семей курдов-езидов, которые 60 лет назад во главе с моим дедом Темуром Ага покинули Турцию и нашли убежище в России. Я хотел бы выразить свою благодарность и пожелать успехов вам и вашей семье. Мы очень хорошо живем на вашей земле и под вашим правлением».
Кроме того, религиозные власти езидов, в том числе Баба Шейх, Мир и пешимам, часто подчёркивали курдскую этническую принадлежность езидов. Как следует из письма мэра Шейхана в Мосул в 1966 году, после проведения расследований и личных встреч с религиозными лидерами езидов — Бабой Шейхом и Миром — было заключено, что езиды являются частью курдского этноса и имеют курдское происхождение.

## Генетика
Генетически езиды не отличаются от остальных курдов.
Y-хромосомные гаплогруппы езидов: J2a* — 23 %, R1b — 22 %, L — 12 %, G2a — 11 %, E1b — 11 %, J1 — 9 %, R1a — 8 %, T — 7 %.

## Религия езидов
Из-за гонений, закрытого характера религии, а также в связи с устным (в основном) характером передачи знаний и тому подобных причин религия езидов довольно плохо изучена исследователями.
Религия езидов опирается, в основном, на устную традицию. Имеются также две священные книги с изложением догматики, канонов, космогонии и обрядов: Кетебе Джилве («Книга откровения») и Масхафе раш («Чёрная книга», «Чёрный свиток»). Помимо них, источниками вероучения являются религиозные гимны — кавлы (или каулы, от араб. قول‎ qawl «слово, речения») и бейты (от араб. بيت‎ bayt «двустишие»), важнейшие из многих жанров молитвенной поэзии, наряду с доуа, джандиль, дрозга, мисхабат. Знатоки и певцы этих гимнов составляют низшее духовное сословие — каввалов. Язык езидских писаний — курдский (диалект курманджи); отдельно встречаются строки и целые произведения на арабском. Первым, древнейшим кавлом считается так называемый «Qewlê Xwedê» («Изречение Бога»):
| Оригинал на курдском (курманджи)                                                   | Перевод на русский |
| ---------------------------------------------------------------------------------- | --- |
| Çûme mala merebî Qewlê Xwedê û nebî Her kes ber bi rîya xwe bî (Qewlê koçeka, III) | В дом наставника пошёл я, Слово Бога и Пророков [преподал он мне]: Каждый пусть идёт своим путём (досл. «в направление своего лица смотрит») (Гимн о прорицателях, III) |

Анализ этого гимна подтверждает позднее появление езидизма: в нём присутствуют арабские слова mal «имущество, дом», qewl «изречение», nebî «пророк(и)», mereb «наставник, воспитатель», а также персидские her kes «каждый», rî «лицо, сторона (от رو)» и общеиранское Xwedê «Бог».
Главной святыней езидов служит храм при мавзолее шейха Ади в Лалеше в 40 км к северу от Мосула (Ирак).
Основные культовые предметы — 7 бронзовых литых статуэток птицы на высокой подставке (сджада), хранящиеся в Лалеше, символизирующие 7 основных ангелов (архангелов). Периодически их с процессиями носят по езидским селениям представители специального сословия — «каввалы» (сборщики пожертвований), собирая при этом пожертвования.
Согласно гипотезам, некоторые традиции в езидизме имеют корни в дозороастрийской иранской вере..

## Традиционная культура

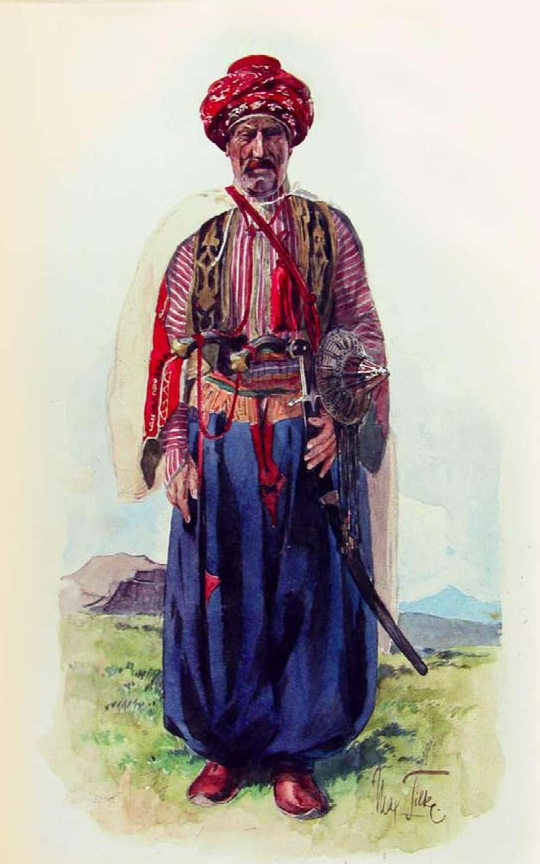
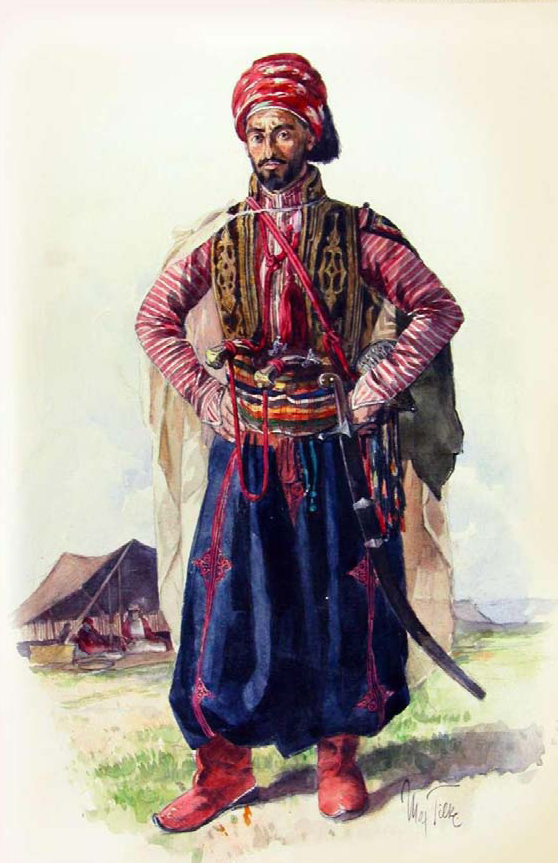
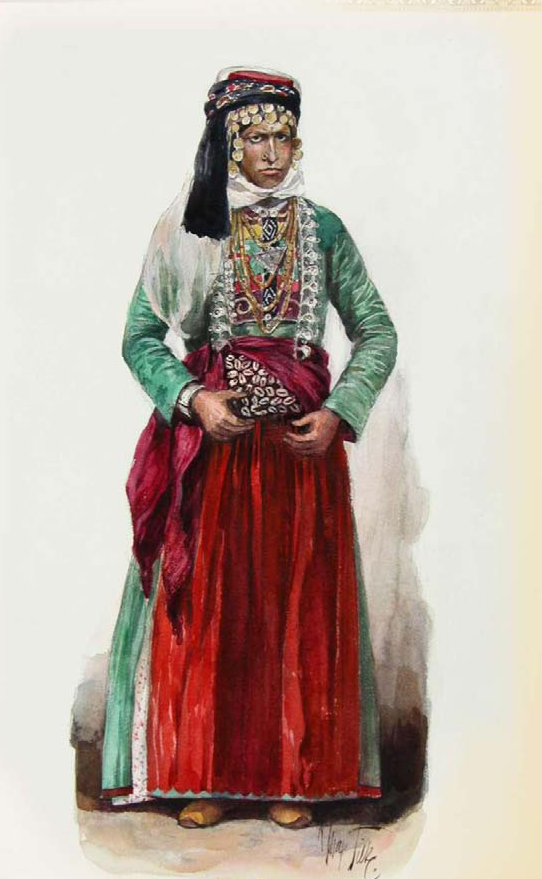
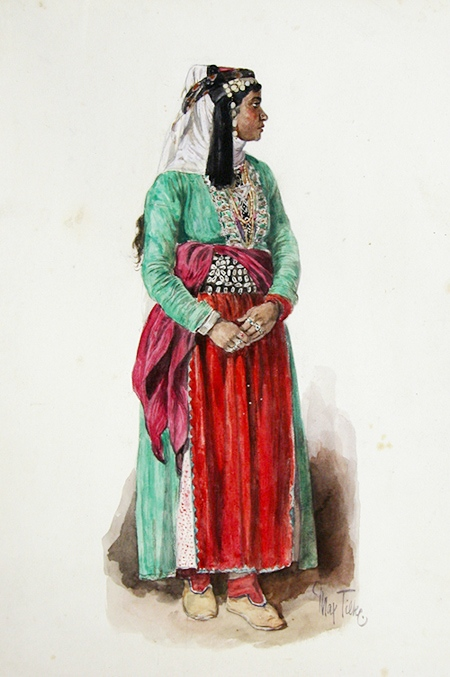

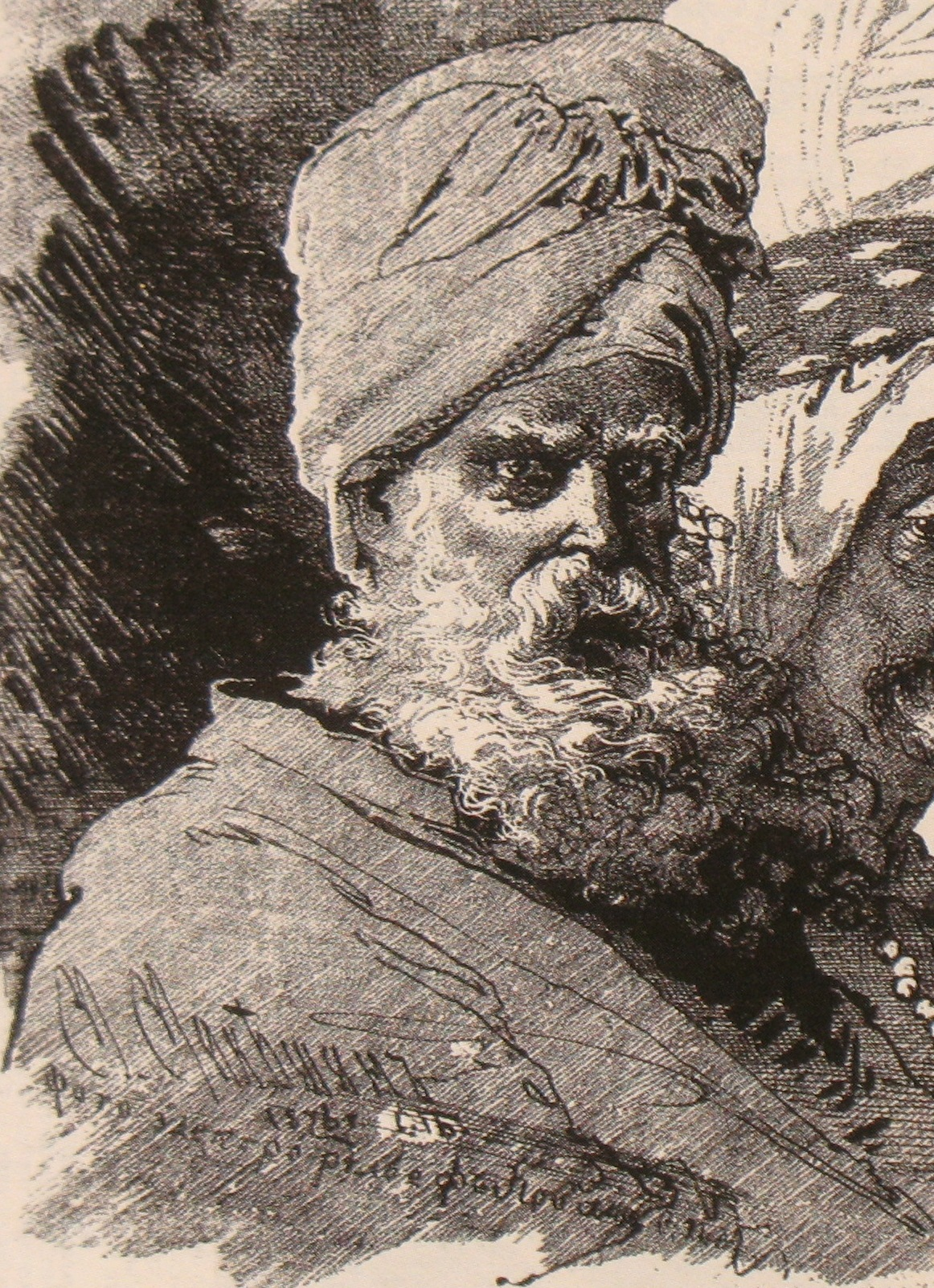
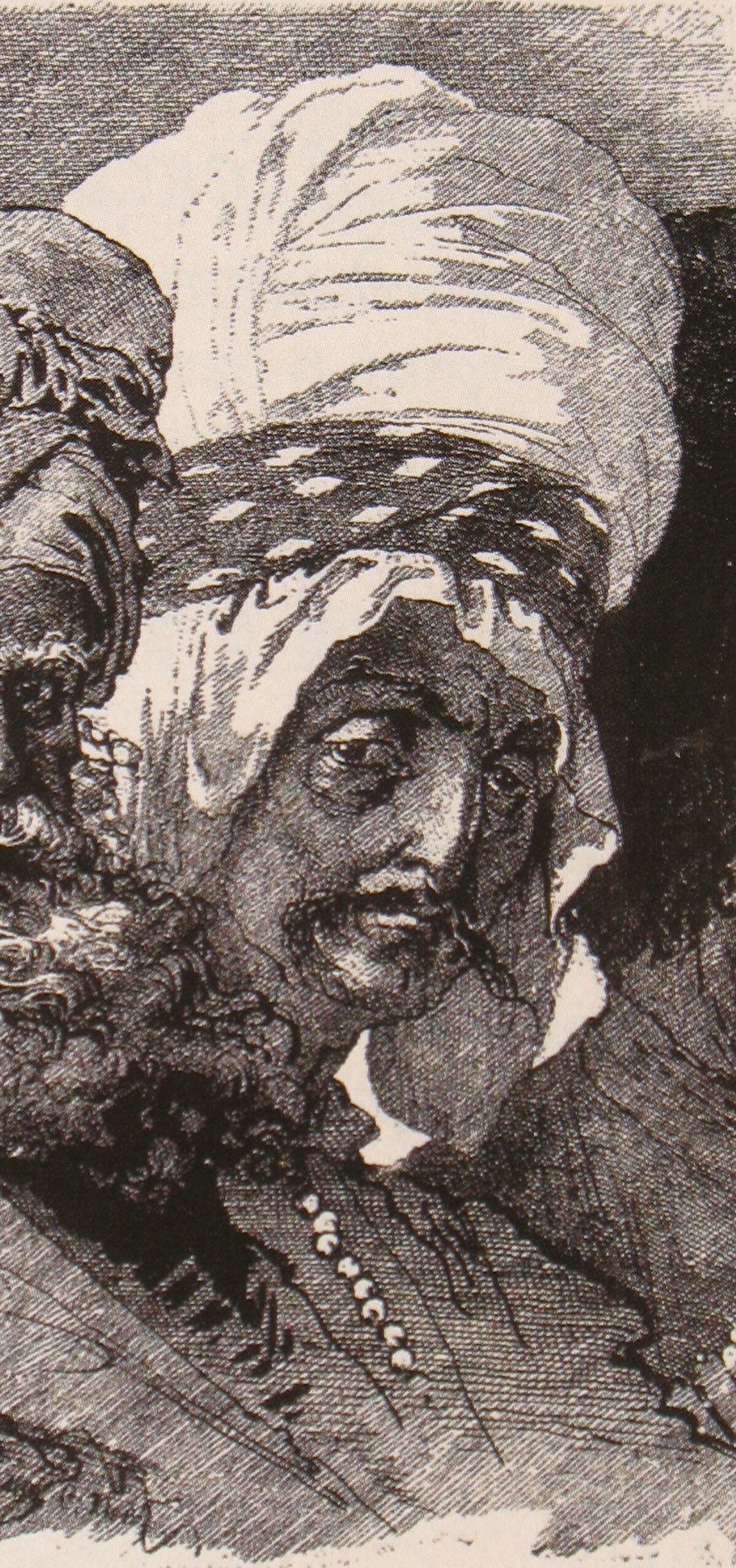

Фольклор езидов — молитвы, сказания, песни.
Музыкальные инструменты — духовые (блур, фик, майе (дудук), зурна); в религиозных церемониях используется барабан (даф).
Мужчины отпускали бороду и длинные волосы, которые заплетали в косу. Женская одежда — рубаха (крас), белые шальвары (хэвалкрас), поясная одежда из 2 фартуков (дейра), передник (шалэк) безрукавка (элак), зимой — бархатная куртка (колк), шерстяной пояс (бане пште), конусообразный головной убор, обшитый монетами (кофи).
Езиды в национальной одежде
Рисунки Макса-Карла Тильке из собрания Национального музея Грузии, 1920
Езиды с литографии М. О. Микешина «Типы Кавказа», 1876.
Почтовые открытки-фотографии, Франция, конец XIX в.

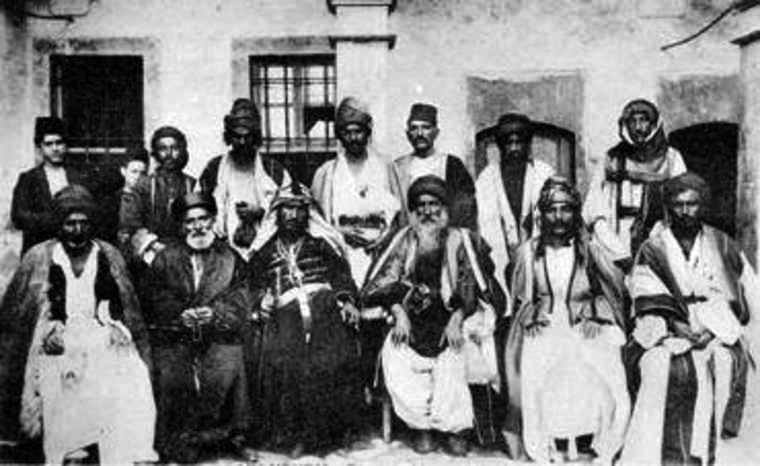
Встреча езидских вождей с халдейским священнослужителем в Месопотамии.
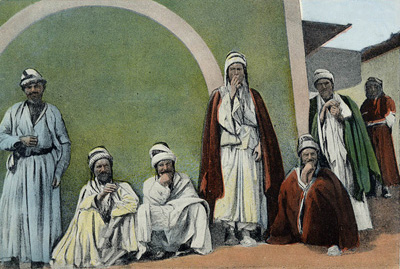
Езиды области Мардин (ныне — Южная Турция)

## История и этногенез
Ислам в первоначальный период распространился среди курдов насильственным путем. Можно предположить, что начала принимать ислам в первую очередь племенная верхушка, которая затем уже сама прилагала усилия для его распространения среди соплеменников. В дальнейшем, руководствуясь политическими и экономическими соображениями, а также стремясь расширить сферу своего влияния, вожди курдских племен, приняв ислам, увлекли за собой широкие массы народа. Это не случилось с изолированными курдскими племенами. Езиды происходят изначально из Хиккярского нагорья, отделяющего горную систему Загрос от Армянского нагорья. В нем проживали изолированные курдские племена, не принявшие ислам, как остальные курды. Они придерживались древнеиранскому язычеству и христианству.
На протяжении различных веков езиды именовались по-разному.
Самые ранние письменные упоминания о езидах относятся к XII веку., в основном история передавалась шейхами и пирами в устной форме.
Предки езидов издавна проживали на территориях Северной Месопотамии. Во времена Османской империи, спасаясь от истребления в войнах за свободу, переселялись в соседние страны.
В русской литературе первые сведения о езидизме привёл А. С. Пушкин в «Заметке о секте езидов» на французском языке, помещённой в ранней редакции «Путешествия в Арзрум» (под Арзрумом Пушкин общался с езидским шейхом).
Езиды говорят, что они последнее тысячелетие сражались с оружием в руках за сохранение своей религии. На протяжении многих веков в районах проживания езидов проходило огромное количество сражений. Большая часть езидов проживала в недоступных завоевателям горах. На протяжении веков езиды оборонялись и защищали свою землю от завоевателей, сохранив религию предков и на сегодняшний день.
Географическое распространение и политическая власть езидов продолжали увеличиваться в XIII и XIV веках, в то время как их система верований продолжала развиваться вдали от исламских норм. К началу XV-го века окружающие мусульманские правители начали рассматривать их как отступников и соперников за политическую власть, и последовали столкновения. Примеров на протяжении столетий было несколько, можно перечислить самые кровавые из них:
В XIII веке из Мосула был похищен лидер езидов. Позже он был казнён, при этом его тело не было возвращено. В результате этого инцидента началась многолетняя война. В неравной схватке езидам пришлось покинуть свои города и храмы и бежать в горы. Их поселения были сожжены и уничтожены до основания, имущество было разграблено.
В 1414 году началась новая резня езидов соседями-мусульманами, в которой погибло множество езидов.
1640—1641 годах езидские деревни около города Мосула были разграблены, и после этого османский губернатор Диарбакыра Мелек Ахмед-паша развязал войну с езидами, вторгшись с 70 000-й армией. Езиды понесли большие потери.
1647—1648 годы. Наследственный правитель Шейхана, Шейх Мирза, восстал против турок с целью захватить Мосул. В результате этого восстания турецкий правитель, Шамси-паша, лично напал на езидов во главе многочисленного вооружённого отряда. Вооружённые силы езидов потерпели поражение в этой битве, было захвачено много пленных, в том числе сам Шейх Мирза. Позже он был повешен правителем города Вана.
1715 год. Турецкий правитель Багдада, Хасан-паша, атаковал область Шенгал. Это неожиданное нападение заставило езидов перебраться в регион Кхатуния. Хасан-паша устроил крупномасштабную резню и передал управление этой областью арабу-бедуину, главе племени Таии. Позже именно это племя использовалось в военных действиях против езидов в этом регионе.
1733 год. У реки Заб было разрушено множество езидских деревень, были совершены массовые убийства по приказу турецкого правителя Ахмада Паши.
1752—1754 годы. Множество езидов из района Шенгал были атакованы турком Сулейманом Пашой. В течение двух лет продолжались его массовые карательные действия, которые стоили езидам огромных потерь.
1767—1768 годы. Османский правитель Мосула, Амин-паша, послал своего сына с сильной армией с целью разграбить область Шенгал. Он приказал езидам отдать ему 1000 овец. Когда было отдано лишь 80 овец, османы напали и убили большое количество езидов.
1770—1771 годы. Восстание езидского правителя Шейхана, Бедах Бега, против османского управления, было подавлено, результат: массовое истребление езидов.
1773—1774 годы. Османский правитель Мосула атаковал Шенгальскую область. Поселения езидов были разграблены и уничтожены.
1779 год. Османский правитель Мосула направил большое войско в Шенгал.
1785—1786 годы. Османский правитель Мосула, Абд эл-Баки, атаковал Шенгал, но был побеждён и потерял много воинов. В тот же самый период Шенгал снова был атакован арабскими войсками.
1786—1787 годы. Наследный правитель езидов (Мир) Шейхан, Чоло Бег, потерпел поражение в битве с Пашой Амадия.
1789—1790 годы. Арабы-бедуины из племени Таии взяли власть в области Шейхана и убили Чоло Бега. Впоследствии началась новая битва, в результате которой арабское войско понесло большие потери.
1790—1792 годы. Арабы-бедуины из племени Таии атаковали Шенгальскую область. Исмаил Паша захватил Кансар Бега в Шейхане и заключил его в тюрьму. Позже Хасан Бег, сын Чоло Бега, смог вернуть себе власть в области. Однако, правитель Амадии схватил его и повесил.
1792—1793 годы. Османский правитель Мосула, Мухаммад-паша, сжёг восемь езидских поселений в области Шенгал.
1793—1794 годы. Правитель Мосула снова напал на Шенгальскую область Минкар, чтобы покарать езидов, но потерпел поражение в битве.
1794—1795 годы. Османы под командованием Сулеймана-паши вторглись в Синкарскую область и опустошили её. Войска Сулеймана-паши разграбили эту местность, похитили 60 женщин и украли 600 голов домашнего скота.
1799—1800 годы. Абд эль-Азиз Бег из Багдада с помощью бедуинского племени Таии, руководимого Убаидом Хамдамом, уничтожили 25 езидских деревень в области Шейхан.
1802—1803 годы. Правитель Мосула, Али-паша, решил взять под свою власть Шенгальскую административную область. Его армия атаковала езидов с севера, а арабские бедуины напали с востока. В результате, несколько деревень были уничтожены, леса сожжены дотла. Потерпев поражение в этой войне, езиды были вынуждены подчиниться османской власти.
1809—1810 годы. Османский правитель Багдада, Сулейман Катил (Убийца), напал на Шенгальскую область. Он разграбил небольшие поселения Балада, Шенгала, Михиркана, а также несколько других деревень, уничтожая езидов.
После 1832 года езиды подверглись наибольшим жестокостям, намечалось полное их уничтожение. Несмотря на их героическое сопротивление, в 1832 году наследный курдский правитель Ботана, Бедир-хан Бег, захватил езидские поселения в области Шейхан, взял в плен Али Бега, лидера езидов, и после жестоких пыток убил его. Были разграблены и сожжены дотла районы в области Шейхана, которые в основном были заселены езидами. Курды совершили беспрецедентную резню своих собратьев езидов, маскируя банальный грабёж обвинениями в безбожности, позаимствовав этот приём у арабов. Чтобы избежать захвата в плен, жители бросались в воды реки Тигр. Те, кто не в состоянии был кинуться в воду, и те, кто не умер в воде, были пойманы и убиты.
1832—1833 годы. Наследный курдский правитель Равандуза, Мухамад, атаковал езидов в области Анкары. После совершённых массовых убийств в области верхнего Заба он покорил Анкару. Правитель Анкары, Исмаил-паша, вынужден был уйти высоко в горы Зикар.
1833—1834 годы. После завоевания части области Ботана Мир Мухамад атаковал и убил много езидов Шенгала.
1838 год. Османский правитель Диярбакыра атаковал езидов из Шенгала. В этом же году Османский правитель Мосула, Таияр-паша, атаковал Джабалскую область с целью наказания езидов, отказавшихся платить налоги османам. Чтобы оценить ситуацию и выслушать местных жителей, неспособных платить такие большие налоги, Таияр Паша решил посетить эту местность. Его сопровождала огромная армия. Когда они достигли Микрана, он послал своих посредников, чтобы те объяснили его намерения. Посредники были убиты и из мести он опустошил эту местность. Однако езиды смогли бежать в пещеры и там напасть на османов из засады. Таияр-аша понёс огромные потери и был вынужден вернуться в Мосул. После этого езидов не трогали до 1890 года.
1890 год. Езиды восстали, не желая отсылать своих молодых мужчин в турецкую армию. Дважды напав на езидов и натолкнувшись на их сопротивление, турки перестали забирать в армию езидских мужчин. Но эта мирная эра длилась недолго.
1892 год. Паша Омар Вахби послал ультиматум в область Шейхана, требуя от езидов принятия ислама и уплаты налогов, угрожая в противном случае подвергнуть их преследованиям. Лидер езидов отказался принять требования. В ответ на это Омар Вахби-паша со своими союзниками вошёл в езидские поселения, уничтожая всё на своём пути. Он разграбил Лалеш и передал все езидские священные принадлежности в Мосул, обратил храм Шейха Ади в школу, и в таком унизительном положении она работала 12 лет. В ответ на эти преступления послы христианских государств выразили свой протест Османской империи. В 1893 году Паша Омар Вахби был отозван обратно в Стамбул.
Первая мировая война (1914—1918). Езиды пришли к выводу, что мировая война — благоприятная возможность восстать и освободиться от турецкого террора. Это было время, когда армяне подверглись геноциду со стороны властей Османской империи и часть из них перешли к самообороне. Езиды поддержали это восстание, видя союзников во вторгшихся русских солдатах.
В Первой мировой войне езиды на стороне Российской империи воевали с Османской империей, в то время как многие курды-сунниты Османской империи активно участвовали на стороне турок в геноциде армян, ассирийцев и курдов-езидов. Таким образом, езиды мигрировали в Российскую империю, а потом и в страны Европы.
В этой войне езиды сражались вместе с армянами, они были среди военачальников, которые сражались в рядах освободительного движения вместе с армянами. Одним из них являлся Джангир-ага. В столице Армении, Ереване, ему установлен памятник. Он со своей 700 (1500) сабельной конницей, состоявшей из езидов, вместе с армянскими войсками под командованием генерала Драстамата Канаяна и генерал-майора Мовсеса Силикяна, разбили турецкие отряды во время битвы при Баш-Апаране и Сардарапате, после которой Османская армия прекратила дальнейшее наступление на Армению.
Согласно езидскому устному преданию, в течение 12 столетий 72 раза периодически учинялась резня — геноцид со стороны соседних исламских народов с целью полного уничтожения езидской веры и культуры. Апогей исламского фанатизма пришёлся на 1915 год, когда Османская империя учинила геноцид по отношению к немусульманским народам (армянам, ассирийцам, езидам, грекам), жившим на её территории. Сколько езидов погибло в этой резне официально не известно, но приблизительные цифры говорят о нескольких сотнях тысяч человек. В этот период войны езиды Турции были вынуждены покинуть свои дома и искать убежище на восточных границах, они бежали в Российскую империю.
Первое появление езидов в Закавказье датируется XII веком. В XII веке ряд семей курдов-езидов переселились в Грузию.
Второе появление езидов в Грузии датируется 1770 годом, когда один из представителей езидских вождей Чобан-Ага с письмом обратился к грузинскому царю Ираклию II. Он просил взять под свою опеку езидов, дабы избежать исламского удара. Чобан-Ага обещал признать грузинского царя царём езидов и в письме клялся, что ополчение езидов по первому же требованию царя Ираклия Второго, будет участвовать в боях против турок. Как явствует из архивных материалов, царь Грузии ответил Чобан-Аге письмом, в котором отмечал, что из-за существующих в стране проблем пока не в состоянии оказать поддержку. Вопреки всему, чуть позже небольшая часть езидов, около двух тысяч человек, всё же перешла в Закавказье — в то время в Карсскую область Восточной Армении, а на территории Армении езиды проживали с незапамятных времён.
Помимо всего этого езидов считают последователями Язида Муавии, араба по происхождению.
В годы правления халифа Язида второй сын Али, Хусейн, получил от жителей Куфе предложение с их помощью овладеть халифатом. В 680 году он выехал из Медины со всей своей семьёй и небольшим отрядом слуг. Тем временем наместник Язида подавил мятеж в Куфе и выставил патрули на всех дорогах, ведущих в город. Хусейн попал в западню в Кербеле, в 40 км от Куфы. Хусейн отказался сдаться, хотя был отрезан от источников воды. Будучи последним из оставшихся в живых внуков пророка Мухаммеда, он был уверен, что с ним не могут поступить слишком сурово. Через десять дней его лагерь был взят штурмом. Защитники сражались до последнего и Хусейн был убит вместе с другими. Его голову отправили в Дамаск, ко двору Язида.

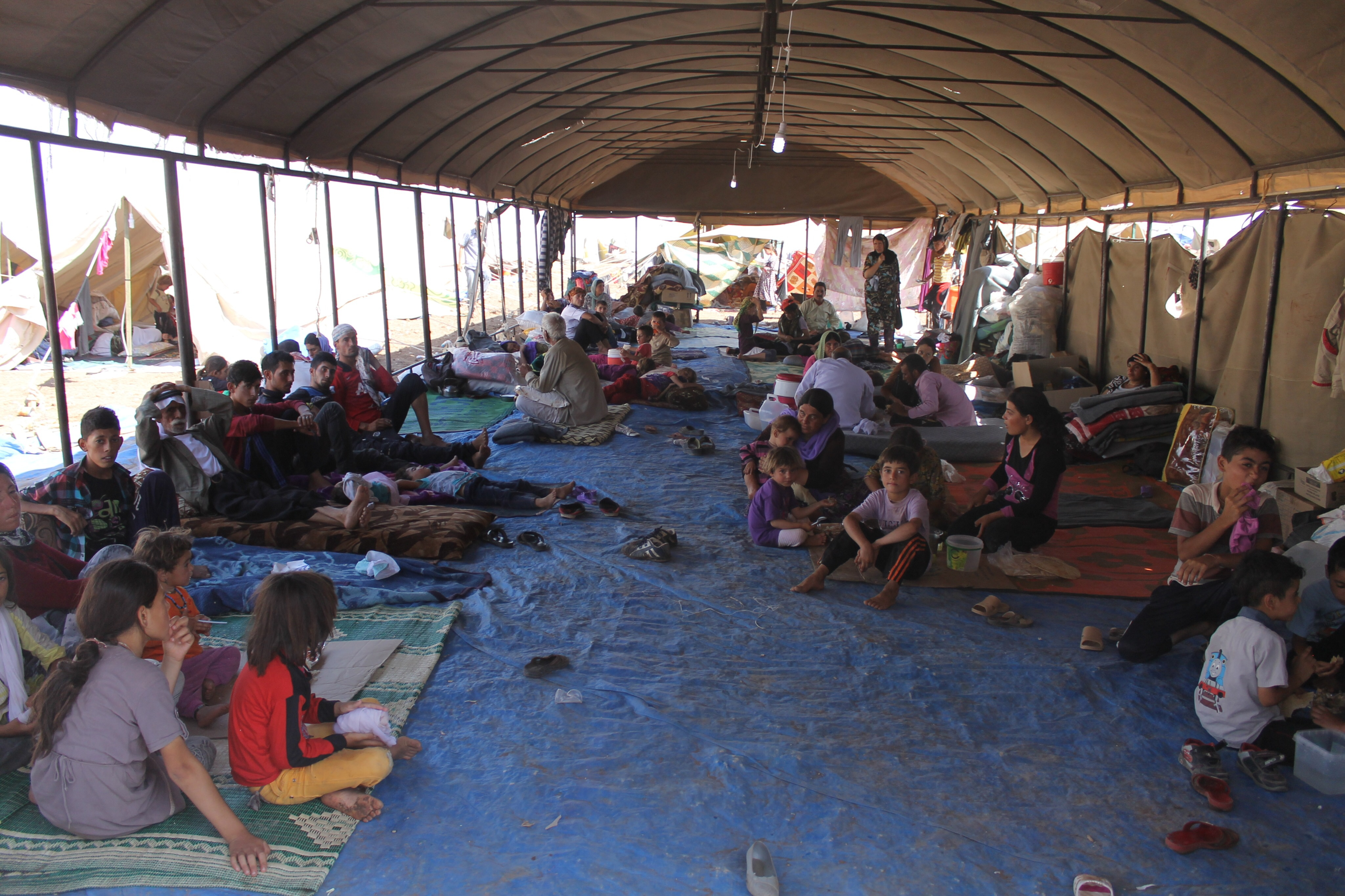
Езиды-беженцы из Ирака в лагере Навруз на северо-востоке Сирии, 13 августа 2014 года.

Убийство Хусейна нанесло колоссальный ущерб династии Омейядов. Мало кого в мусульманской истории так проклинали за убийство, как Язида ибн Муавию. Хусейн был любимцем своего деда Мухаммеда, и ещё были живы люди, видевшие, как Мухаммед целовал голову, которая теперь покатилась к ногам Язида. Умерщвление Хусейна вызвало возмущение и сплотило противников Омейядов, а «мученичество в Кербеле» быстро обросло самыми скорбными подробностями. С тех пор имя Хусейна, даже в большей степени, чем имя Али, стало боевым кличем шиитов, приверженцев дома пророка. После гибели Хусейна это направление стало быстро развиваться. Будучи поначалу политическим движением, шиизм со временем стал значительно отличаться от суннитских норм в религиозных принципах и духовных основах.
С августа 2014 года езиды и христиане в Ираке подвергаются истреблению со стороны террористической организации «Исламское государство Ирака и Леванта».

## Современное распространение езидов

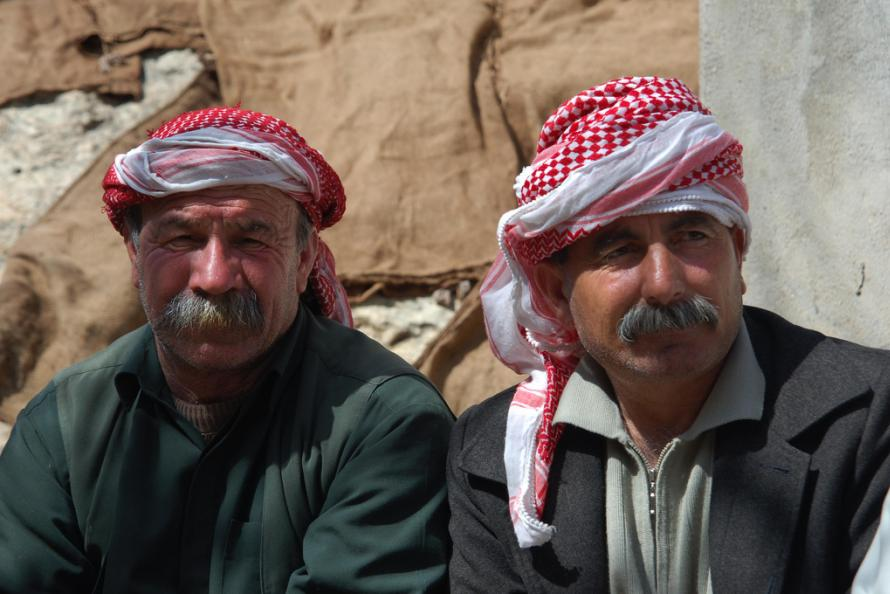
Современные езиды

### Ирак
Основная территория компактного проживания езидов — районы Айн-Сифни и Синджар в мухафазе Найнава и Дахук, где находится и главная святыня езидов — Лалеш. Оценка числа езидов в Ираке составляет примерно 700 тысяч человек.

### Турция
В Турции езидские деревни представлены на юго-востоке страны, в илах Мардин, Сиирт, Шанлыурфа и Диярбакыр.

### Армения
Впервые езиды массово мигрировали в Российскую Армению в связи с Первой мировой войной. В годы независимости Первой Республики Армении езиды принимали активное участие в защите страны против турецких завоевателей. Так, кавалеристский отряд курдов-езидов Джангир-аги действовал в составе армянской армии. 16—18 мая 1918 года в Апаранском сражении большую часть конницы армянских войск составляли соединения курдов-езидов Джангир-аги. Другим видным политическим и военным деятелем Армении был Усуб Бек Темурян, член парламента Армении (1918—1920 гг.) и участник Сардарапатской битвы.
После советизации, с 1920-х гг., в Армении для езидов была создана письменность на основе русской графики, велось преподавание в начальных школах, издавалась газета «Данге Эздия» («Голос езидов»). Когда Армения стала независимой, число газет, журналов и книг на диалекте курдского языка (курманджи) резко возросло, а ряд радиостанций начали вещать программы на курманджи. В 2018 года в парламенте Армении одно место было закреплено за депутатом-езидом. В селении Акналич (провинция Армавир) в 2012 году был построен езидский храм-Султан Эзид (Sultan Êzdî), повторяющий древний храм Лалыша Нурани. В том же селе 29 сентября 2019 года, был открыт новый храм — Зиарат — Малаке Таус и Семь ангелов святой земли, который является крупнейшим в мире езидским храмом. Он был построен усилиям мецената Мирзы Слоян. Рядом с храмами находится культурный центр и аллея со скульптурами общественных деятелей езидов и армян — в частности, Усуб Бека Темуряна, Джангир-аги, Комитаса, Андраника Озаняна.

### Грузия
С 1990-х годов численность езидов в Грузии сокращается, в основном из-за экономических трудностей. Из Грузии езиды направляются в соседнюю Россию, Западную Европу и Северную Америку. Согласно переписи, проведённой в 1989 году, в Грузии насчитывалось более 30 000 езидов; по данным переписи 2002 года, их численность сократилось до 18—21 тысяч человек, а по последним данным (перепись 2014 года) — до около 12 тысяч человек. 16 июня 2015 года езиды отметили открытие храма и культурного центра «Quba Sultan Êzîdî» в Тбилиси.

### Россия

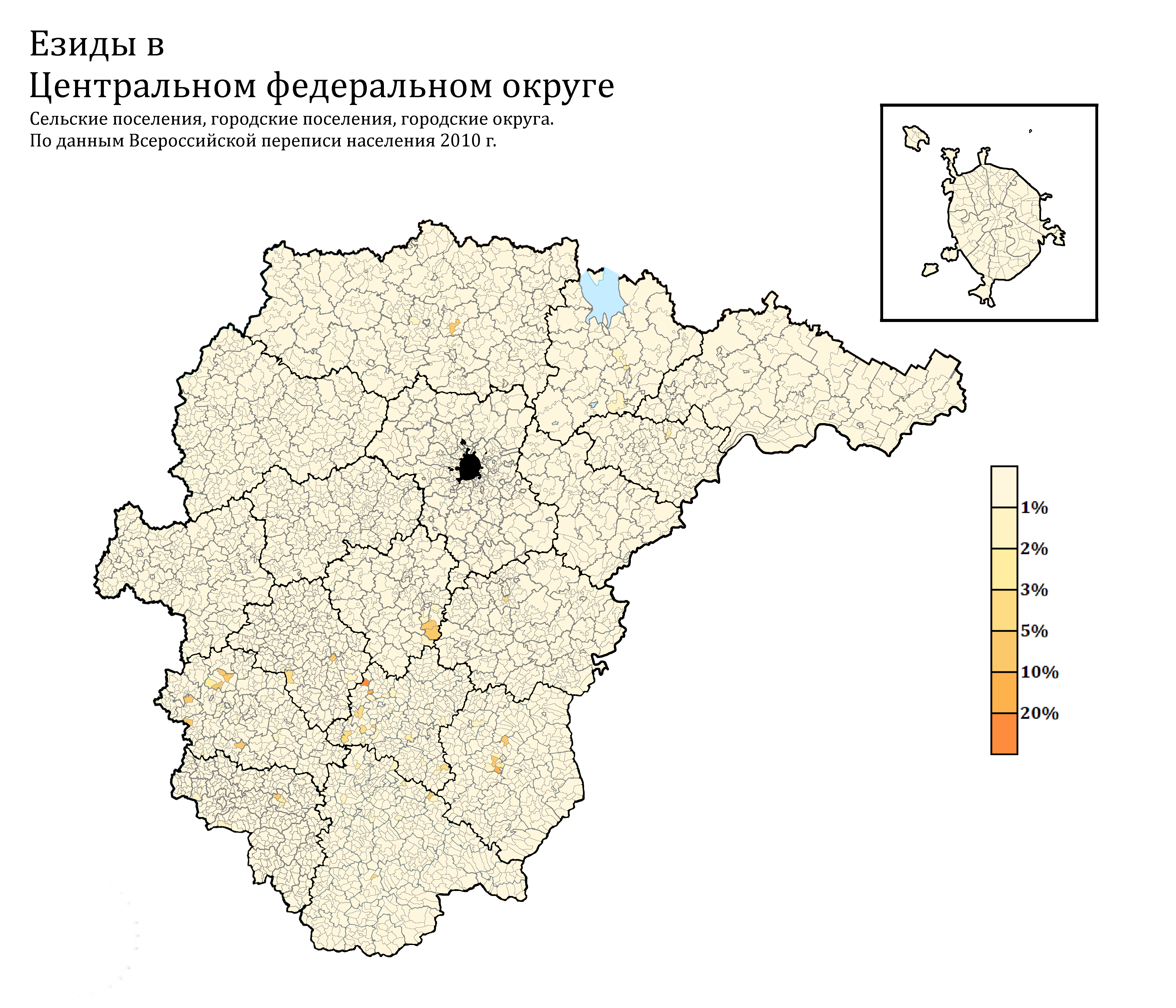
Расселение езидов в ЦФО по городским и сельским поселениям в %, перепись 2010 г.

В России общины езидов официально зарегистрированы в Екатеринбурге, Иркутске, Нижнем Новгороде, Самарской области, Сургуте, Туле, Ульяновской области, Владимирской области и Ярославле. С 1996 действует Ярославская областная общественная организация «Езиды». В 2014 году во Владимирской области была организована езидская областная некоммерческая организация «Месопотамия», руководитель — Мстоян Самвел Саидович.
По переписи населения 2010 года, в России проживает 40 586 езидов.
| Субъект федерации     | Численность в 2010 году, тыс. |
| --------------------- | ----------------------------- |
| Краснодарский край    | 5,0                           |
| Нижегородская область | 3,8                           |
| Ставропольский край   | 3,3                           |
| Ярославская область   | 3,3                           |
| Новосибирская область | 2,5                           |
| Тамбовская область    | 1,8                           |
| Ростовская область    | 1,8                           |
| Москва                | 1,6                           |
| Волгоградская область | 1,5                           |
| Саратовская область   | 1,4                           |
| Свердловская область  | 1,3                           |
| Липецкая область      | 1,1                           |
| Тульская область      | 1,1                           |

1. ↑  Показаны субъекты с численностью езидов более 1 тыс.
2. ↑  Значения округлены до десятых.